# Brun öronfasan
Brun öronfasan (Crossoptilon mantchuricum) är en asiatisk hönsfågel i familjen fasanfåglar, endemisk för Kina.

## Utseende och läten
Brun öronfasan är en omisskännlig, stor brunvitfasan med en kroppslängd på 96-100 cm. Karakteristiskt är den tydliga vita kindtofsen som sträcker sig bakåt från näbbasen. Fjäderdräkten är huvudsakligen mörkbrun, med vitt på nedre delen av ryggen, övergump och övre stjärttäckare. Den långa vita stjärten har breda, mörka spetsar. Benen är röda, liksom en bar hudfläck i ansiktet. Honan är ofta något mindre och saknar sporrar på tarserna. Det hesa, högfrekventa lätet återges i engelsk litteratur som "trip-c-r-r-r-r-r-ah!", ökande i tonhöjd och volym.

## Utbredning och systematik
Brun öronfasan förekommer i nordöstra Kina, numera begränsad till spridda lokaler i Shaanxi (Yichuan, Huanglong och Hancheng), i västra Shanxi (Luya Shan and Luliang Shan) och bergstrakter i nordvästra Hebei. En population finns nära Beijing (Dongling Shan). Den behandlas som monotypisk, det vill säga att den inte delas in i några underarter.

## Levnadssätt
Brun öronfasan häckar i barr- eller blandskogar i bergstrakter upp till 2600 meters höjd. Vintertid rör den sig till lägre regioner (som lägst 1100 meter över havet) till buskmarker vid skogsbryn på sydlänta sluttningar. Fågeln är huvudsakligen växtätare. Den tros ha ett monogamt häckningsbeteende och försvarar sitt revir mellan april och juni.

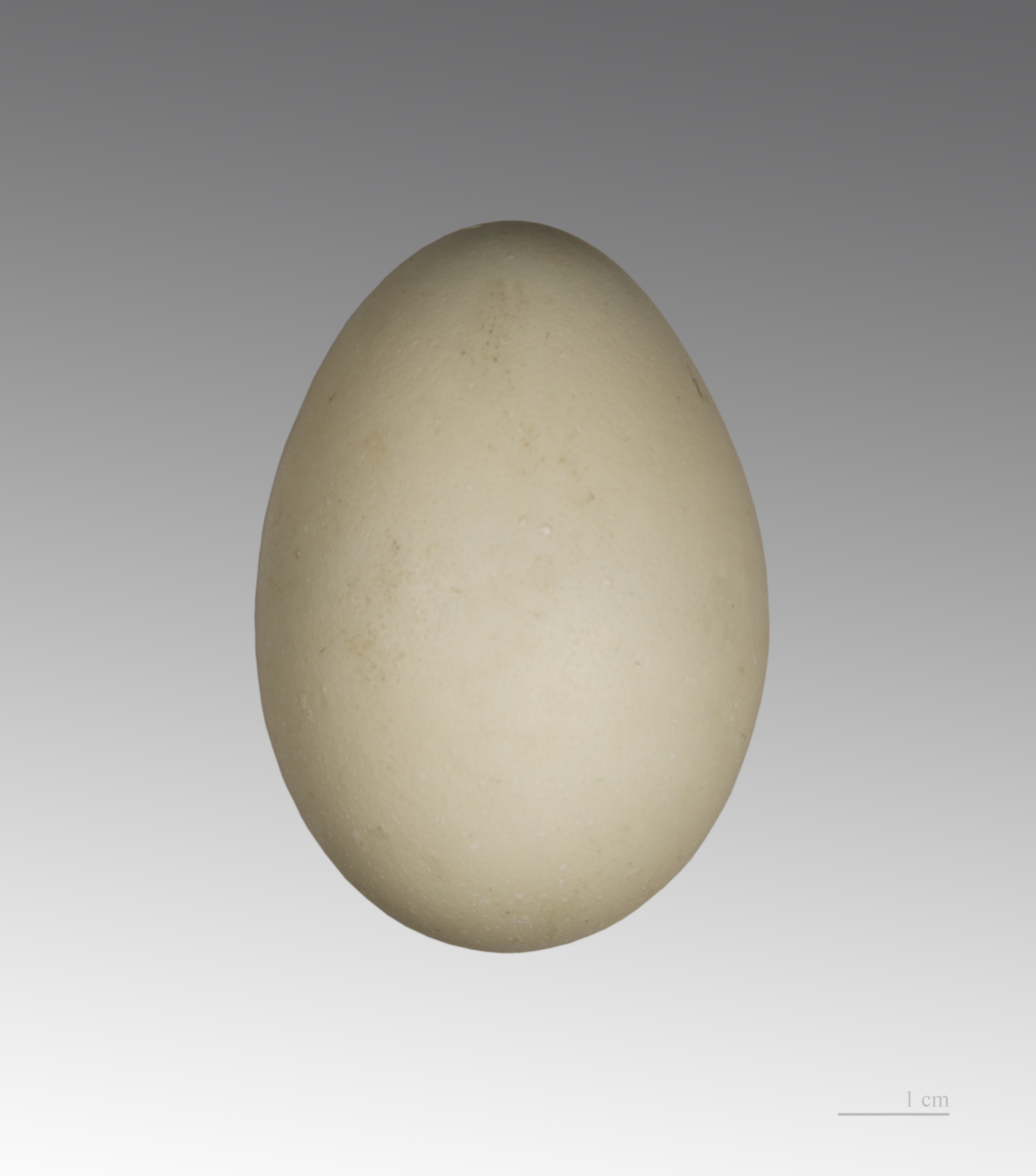
Ägg av brun öronfasan.

## Status och hot
Brun öronfasan har ett stort utbredningsområde. Beståndet är stabilt men litet, uppskattat till mellan 5000 och 15000 vuxna individer. IUCN kategoriserar den som livskraftig.